# Cattedrali in Polinesia Francese
Questa è una lista delle Cattedrali presenti in Polinesia francese.

## Cattedrali cattoliche
| Cattedrale                   | Arcidiocesi o Diocesi             | Località | Dedicazione   | Note |
| ---------------------------- | --------------------------------- | -------- | ------------- | ---- |
| Cattedrale di Nostra Signora | Arcidiocesi di Papeete            | Papeete  | Vergine Maria |      |
| ex-Cattedrale di San Michele | Arcidiocesi di Papeete            | Rikitea  | San Michele   |      |
| Cattedrale di Nostra Signora | Diocesi di Taiohae o Tefenuaenata | Taiohae  | Vergine Maria |      |